# Mostela de Java
La mostela de Java (Mustela lutreolina) és una espècie de mamífer pertanyent a la família dels mustèlids i estretament relacionada amb la mostela de Sibèria (Mustela sibirica), car hom creu que, antigament, foren la mateixa espècie però que els canvis climàtics esdevinguts al llarg del temps van aïllar la població indonèsia fins al punt de fer-la evolucionar cap a una espècie nova.
És un endemisme de les illes de Java i Sumatra (Indonèsia).

## Morfologia
Pot arribar a una longitud total de 297-321 mm, amb una cua de 136-170 mm. Pesa al voltant de 295-340 g. És coberta d'un pelatge brillant de color marró vermellós.

## Ecologia
Viu, generalment, a les selves pluvials muntanyenques de clima tropical situades entre 1.000 i 2.200 m d'altitud i, fins i tot, n'hi ha hagut albiraments al voltant dels 3.000 m, per damunt de la línia de bosc.
Es nodreix de rosegadors, ocells, ous i granotes. Recull i emmagatzema menjar per a l'hivern.
Hom pensa que viu entre 7 i 10 anys en estat salvatge.
Assoleix la maduresa sexual quan arriba, si fa no fa, a 1 any d'edat i el pic de la temporada d'aparellament s'esdevé durant el final de l'hivern i l'inici de la primavera. El període de gestació és de 30 dies i la ventrada varia entre 2 i 12 cries, les quals, sense pèl i els ulls tancats, naixeran entre l'abril i el juny. Al cap d'un mes obren completament els ulls i són deslletats al cap de dos mesos, moment en què esdevenen independents. Tot i així, optaran per quedar-se amb els seus germans durant tota la tardor.
Es troba en perill d'extinció a causa de la caça, el comerç de pells i la destrucció de l'hàbitat natural.